# Stielstich

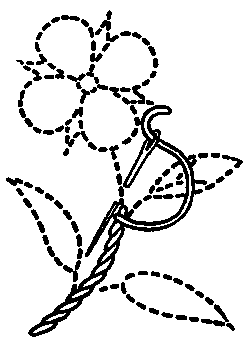
Stielstich

Der Stielstich ist ein Zierstich, der bei mehreren Stichen eine Linie ergibt, die wie ein Stiel aussieht. Technisch gesehen ist der Stielstich ein Plattstich mit seiner besonderen Form, die stets gleich breit bleibend eine schmale Linie bildet. Er wird in verschiedenen Arten angewendet: als freie Linie im Stoff und selbständiger Effekt, oder als Einfassung von Mustern aus anderen Sticharten, bzw. als Einfassung aufgenähter bzw. aufgestickter Stoffteile. Des Weiteren kann der Rand bei Stoffdurchbrüchen oder ein Stoffabschluss mit Stielstichen versehen werden. Er wird von links nach rechts ausgeführt und kann steil oder schräg gearbeitet werden.